# Kostel svatého Jana Nepomuckého (Mladá Boleslav)
Kostel svatého Jana Nepomuckého v Mladé Boleslavi je barokní sakrální stavbou v Mladé Boleslavi II. Je chráněn jako kulturní památka České republiky.

## Historie
Původní kostel byl vystavěn v polovině 14. století za branami města na Horním předměstí, později nazvaném Nové Město. Původně byl zasvěcen sv. Janu Křtitelovi. Tento původní kostel sloužil jako farní a obklopoval ho hřbitov. Duchovní správu vykonávali johanité, kteří zde měli i svou komendu, a to až začátku do husitských válek, kdy v roce 1421 komenda zanikla. Po skončení husitské revoluce se kostel již filiálním k mladoboleslavskému kostelu Kostel Nanebevzetí Panny Marie. V letech 1590–⁠1623 sloužil kostel rozrůstající se německé luteránské obci. Po bitvě na Bílé Hoře se vrátil opět katolíkům. Za třicetileté války byl kostel poškozen a proto byl v roce 1727 zbarokizován a přestavěn do současné podoby. V letech 1787–⁠1812 sloužil jako kostel pro místní vojenskou posádku, a poté byl v roce 1812 pro zchátralost uzavřen a vyklizen. Hlavní oltář byl přenesen do kostela sv. Havla a kostel se stal skladištěm pro potřeby města. Roku 1816 byly obnoveny bohoslužby a kostel získal nové zasvěcení sv. Janu Nepomuckému. V letech 1902–⁠1904 byla provedena novobarokní úprava fasády s nikami do nichž byly umístěny původní barokní sochy sv. Josefa z roku 1791 a sv. Jana Nepomuckého z 18. století. V letech 1988–⁠⁠⁠2002 proběhla generální rekonstrukce kostela.

## Architektura
Kostel architektonicky tvoří obdélný sál se zaoblenými rohy, s užším obdélným, na hranách zaobleným presbytářem a západní hranolovou věží, která je dvoupatrová s cibulovitou střechou. Vnitřek kostela má valenou klenbu s lunetami.

## Vybavení
Hlavní barokní oltář pochází z období kolem roku 1740 a byl přenesen ze zrušeného kláštera v Lysé nad Labem. Je rámový, s pozoruhodným retáblem, který je členěný karyatidami, navrchu má zlacené vázy a plastiky andělů. Na dvířkách tabernáklu je zobrazena Poslední večeře Páně. Na bočních brankách hlavního oltáře jsou další andělé a sochy starozákonních postav Mojžíše a Áróna. Nad retáblem v kartušovém rámu je obraz sv. Jana Nepomuckého s pohledem na Lysou nad Labem od Václava Vavřince Reinera z roku 1740. Barokní kazatelna pochází z období kolem roku 1740. Hodnotné obrazy sv. Petra a sv. Pavla pocházejí z 1. poloviny 18. století, obrazy sv. Františka Serafinského a neznámého světce v rokokových rámech jsou z 2. poloviny 18. století.